# Rhun ap Iorwerth
Conformément à la pratique observée en langue galloise, le nom de famille se compose du préfixe « ap » et du prénom de l’ascendant, « Iorwerth ». « Rhun » est le prénom.
Rhun ap Iorwerth, né le 27 août 1972 à Tonteg (en), au pays de Galles (Royaume-Uni), est un homme politique et un journaliste britannique œuvrant au pays de Galles.
Membre de Plaid Cymru, il se fait élire en 2013 dans la circonscription d’Ynys Môn à l’occasion d’un scrutin partiel visant à renouveler le siège laissé vacant par la démission d’Ieuan Wyn Jones. À l’Assemblée galloise, il est désigné par Leanne Wood porte-parole chargé de l’économie au sein du groupe nationaliste dès 2014, quelques mois après son entrée dans la chambre. Réélu en 2016 dans le cadre de la Ve législature, il obtient le portefeuille de la santé dans le cabinet fantôme de Leanne Wood, devenue chef de l’opposition. Nommé commissaire en 2020, il est reconduit sous le VIe Senedd à la suite de sa réélection en 2021.
Candidat dans la course à la direction du parti en 2018 (en), il perd ce scrutin, mais il est désigné vice-chef, en tandem avec Siân Gwenllian, par le nouveau chef Adam Price. En 2023, à la suite de la démission de ce dernier, il prend la tête de la formation nationaliste, élu sans aucune opposition (en).

## Biographie

### Carrière politique

#### Élection partielle à Ynys Môn et premières responsabilités au Senedd (2013-2016)
Candidat à la succession d’Ieuan Wyn Jones, démissionnaire, il est élu le 1er août 2013 dans la circonscription d’Ynys Môn lors d’un scrutin partiel.
Quelques mois après son entrée à l’Assemblée galloise, il obtient de Leanne Wood le porte-parolat à l’Économie, à l’Entreprise et aux Transports au sein de l’équipe de cette dernière.

#### Ministre fantôme, vice-chef et commissaire de laVeAssemblée galloise (2016-2021)
Reconduit dans sa circonscription lors du scrutin de 2016, il est nommé ministre fantôme à la Santé dans le cabinet mis en place par Leanne Wood à l’ouverture de la Ve Assemblée galloise alors que celle-ci devient chef de l’opposition.
Candidat malheureux lors d’une course à la direction du parti (en) remportée par son rival Adam Price en septembre 2018, il intègre pourtant l’équipe du nouveau chef avec le portefeuille de l’économie et des finances. Il est nommé vice-chef du groupe le 23 octobre 2018, en tandem avec Siân Gwenllian.
Il est nommé commissaire le 29 janvier 2020 par une motion de l’Assemblée galloise en remplacement de Siân Gwenllian.

#### Porte-parole d’Adam Price et commissaire du Senedd (2021-2023)
Une nouvelle fois élu à Ynys Môn lors du renouvellement du Senedd de 2021, il est maintenu dans l’équipe d’Adam Price en tant vice-chef, obtient le porte-parolat à la Santé et à la Protection sociale. Il est par ailleurs réélu commissaire du Senedd.

#### Candidature à la direction de Plaid Cymru (depuis 2023)
À la suite de l’annonce de la démission d’Adam Price du poste de chef de Plaid Cymru, il est le premier à annoncer vouloir lui succéder lors de l’élection interne prévue pour l’été 2023 (en). Sans opposition, il prend la direction du parti le 16 juin 2023,.

## Détails des mandats et fonctions

### Mandat électif
- Membre de l’Assemblée puis du Senedd, élu dans la circonscription d’Ynys Môn (en fonction depuis le 2 août 2013), siégeant dans le groupe de Plaid Cymru.

### Fonction législative
- Commissaire de l’Assemblée puis du Senedd (du 29 janvier 2020 au 4 juillet 2023).

### Fonctions politiques

#### Direction politique
- Chef de Plaid Cymru (en fonction depuis le 16 juin 2023).
- Vice-chef de Plaid Cymru (du 23 octobre 2018 au 16 juin 2023), en tandem avec Siân Gwenllian.

#### Porte-parolats et ministères fantômes
- Porte-parole à l’Économie, à l’Entreprise et aux Transports (du 14 janvier 2014 au 25 mai 2016) dans l’équipe de Leanne Wood.
- Ministre fantôme puis porte-parole à la Santé (du 25 mai 2016 au 28 septembre 2018) dans le cabinet fantôme puis l’équipe de Leanne Wood.
- Porte-parole à l’Économie et aux Finances (du 19 octobre 2018 au 21 mai 2021) dans l’équipe d’Adam Price.
- Porte-parole à la Santé et à la Protection sociale (du 21 mai 2021 au 13 mai 2023) dans l’équipe d’Adam Price.